# Roman Haber
Roman Haber (ur. 22 lipca 1951 we Wrocławiu, zm. 21 lutego 2016 w Poznaniu) – polski koszykarz, następnie działacz sportowy i trener koszykarski, związany przede wszystkim z AZS Poznań.

## Kariera
Karierę sportową rozpoczynał w Śląsku Wrocław, jako koszykarz. W 1974 przeprowadził się do Poznania. W 1978, jako asystent trenera Bronisława Wiśniewskiego, zdobył złoty medal mistrzostw Polski w koszykówce mężczyzn. W latach 70. XX wieku był trenerem polskiej kadry uniwersjadowej. Prowadził też Obrę Kościan i Astorię Bydgoszcz. Potem pracował jako trener koszykarski w Norwegii. Po powrocie do Polski prowadził w latach 1993-1996 pierwszoligowy zespół koszykarek AZS Poznań. Na Uniwersjadach w 2005 (Izmir) i 2007 (Bangkok) był kierownikiem reprezentacji Polski w koszykówce kobiet. Zmarł tragicznie jadąc samochodem na finały akademickich mistrzostw Polski w futsalu, których był inicjatorem.